# Comité Olímpico Nacional de Timor Oriental
El Comité Olímpico Nacional de Timor Oriental (portugués: Comité Olímpico Nacional de Timor-Leste, código del COI: TLS) es el Comité Olímpico Nacional que representa a Timor Oriental, también conocido como Timor-Leste.en portugués: Comité Olímpico Nacional de Timor-Leste